# MTV Unplugged (álbum de Florence and the Machine)
MTV Unplugged é o segundo álbum ao vivo da banda inglesa de indie rock Florence and the Machine, lançado em 6 de abril de 2012 pela Island Records. Foi filmado em 15 de dezembro de 2011 no mais antigo prédio da sinagoga de Nova York, o Angel Orensanz Center, como parte da série MTV Unplugged, com a banda sendo apoiada por um coral de dez pessoas. O álbum contém performances acústicas de onze canções, nove dos dois álbuns de estúdio da banda, Lungs (2009) e Ceremonials (2011) ao lado de um cover de "Jackson" com Josh Homme, do Queens of the Stone Age e "Try a Little Tenderness". Após o seu lançamento, o MTV Unplugged recebeu críticas positivas a críticos de música.

## Contexto e gravação
Em janeiro de 2012, foi anunciado que Florence and the Machine apareceria em um próximo show da MTV Unplugged. A MTV Unplugged foi gravada em dezembro de 2011 no mais antigo prédio da sinagoga de Nova York, Angel Orensanz Center, por Florence Welch, uma banda de apoio de três pessoas e um coral gospel de dez pessoas, The Voices of Rivers. A performance contou com onze músicas dos dois álbuns de estúdio de Florence e The Machine, Lungs (2009) e Ceremonials (2011), realizadas acusticamente. A banda fez um cover de "Try a Little Tenderness", de Otis Redding, durante o show, que Florence Welch descreveu como sua música favorita. Rob Tannenbaum, da Rolling Stone, disse que o cover da banda de "Try a Little Tenderness" foi "a melhor versão" desde a de Otis Redding. Andy Gill do The Independent escolheu o cover da música como um destaque no show dizendo que Welch "unhas ela pega" na música.
Josh Homme do Queens of the Stone Age se juntou à vocalista Florence Welch para outro cover de "Jackson" originalmente gravada por Johnny Cash e June Carter. Emily Mackay da NME foi positiva sobre o cover de "Jackson" e escreveu: "Onde o original está saltando cheio de humor ardente" ver se eu me importo "blefe, Flo [rence] e Josh começaram de uma maneira mais assombrada, mas não demora muito para que aquela vadia de um lado para o outro as leve para longe em um trem de carga rural, suas vozes tão bem equiparadas quanto seus cabelos. Matthew Perpetua, da Rolling Stone, escolheu a música como um dos destaques do show, dizendo que "Homme e Welch soam maravilhosos juntos". Gill, do The Independent, foi mais negativo sobre o cover dizendo que "não funciona de verdade". Durante uma entrevista com a revista, Welch falou sobre a colaboração, dizendo que "era uma daquelas coisas em que era como um cenário de sonho, e você nunca acha que eles diriam sim". Ela revelou que é fã de Homme desde que era uma fã adolescente de Queens of the Stone Age, mas o conheceu quando sua outra banda, Them Crooked Vultures, apareceu em vários festivais ao lado de Florence e the Machine. Welch revelou que escolheu "Jackson" porque "tem estado comigo há muito tempo" e porque "A primeira música que gravamos foi uma cover de Johnny Cash da 'Folsom Prison' em nosso pequeno estúdio ... É o cover mais estranho de todos os tempos , essa versão realmente estranha da alma de 'Folsom City Blues.'

## Desempenho comercial
MTV Unplugged estreou no número vinte e sete do UK Albums Chart, vendendo 4.647 cópias em sua primeira semana.

## Faixas
| MTV Unplugged - Standard Edition |                              |                                              |         |  |
| N.º                              | Título                       | Compositor(es)                               | Duração |  |
| 1.                               | "Only If for a Night"        | Florence Welch, Paul Epworth                 | 5:07    |  |
| 2.                               | "Drumming Song"              | Welch, James Ford, Crispin Hunt              | 4:43    |  |
| 3.                               | "Cosmic Love"                | Welch, Isabella Summers                      | 5:09    |  |
| 4.                               | "Breaking Down"              | Welch                                        | 3:19    |  |
| 5.                               | "Never Let Me Go"            | Welch, Epworth                               | 4:34    |  |
| 6.                               | "Try a Little Tenderness"    | Jimmy Campbell, Reg Connelly, Harry M. Woods | 3:03    |  |
| 7.                               | "No Light, No Light"         | Welch, Isabella Summers                      | 4:12    |  |
| 8.                               | "Jackson (part. Josh Homme)" | Billy Edd Wheeler, Jerry Leiber              | 3:28    |  |
| 9.                               | "What the Water Gave Me"     | Welch, Francis White                         | 4:55    |  |
| 10.                              | "Dog Days Are Over"          | Welch, Summers                               | 4:35    |  |
| 11.                              | "Shake It Out"               | Welch, Epworth                               | 4:40    |  |

| MTV Unplugged - Canadian and US iTunes Edition (Bonus Track) |                                     |         |  |
| N.º                                                          | Título                              | Duração |  |
| 12.                                                          | "Shake It Out" ((The Weeknd Remix)) | 4:13    |  |

| MTV Unplugged - Deluxe Edition Bonus DVD |                              |         |  |
| N.º                                      | Título                       | Duração |  |
| 1.                                       | "Only If for a Night"        | 4:13    |  |
| 2.                                       | "Drumming Song""             | 3:30    |  |
| 3.                                       | "Breaking Down"              | 3:37    |  |
| 4.                                       | "Never Let Me Go"            | 4:30    |  |
| 5.                                       | "Try a Little Tenderness"    | 3:22    |  |
| 6.                                       | "No Light, No Light"         | 4:17    |  |
| 7.                                       | "Jackson (part. Josh Homme)" | 3:59    |  |
| 8.                                       | "What the Water Gave Me"     | 5:02    |  |
| 9.                                       | "Shake It Out"               | 4:49    |  |
| 10.                                      | "Dog Days Are Over"          | 4:24    |  |

## Gráficos

### Gráficos semanais
| Gráfico (2012)                            | Posição máxima no gráfico |
| ----------------------------------------- | ------------------------- |
| Austrália - Australian Albums Chart       | 17                        |
| Áustria - Austrian Albums Chart           | 72                        |
| Bélgica - Belgian Albums Chart (Flanders) | 6                         |
| Bélgica - Belgian Albums Chart (Wallonia) | 37                        |
| Canadá - Canadian Albums Chart            | 45                        |
| Escócia - Scottish Albums Chart           | 27                        |
| Estados Unidos - Billboard 200            | 51                        |
| Estados Unidos - Alternative Albums       | 15                        |
| Estados Unidos - Rock Albums              | 18                        |
| Grécia - Greek Albums Chart               | 30                        |
| Irlanda - Irish Albums Chart              | 15                        |
| Nova Zelândia - New Zealand Albums Chart  | 27                        |
| Países Baixos - Dutch Albums Chart        | 55                        |
| Polónia - Polish Albums Chart             | 5                         |
| Portugal - Portuguese Albums Chart        | 10                        |
| Reino Unido - UK Albums Chart             | 27                        |

### Gráficos de fim de ano
| Gráfico (2012)                | Posição máxima no gráfico |
| ----------------------------- | ------------------------- |
| Polónia - Polish Albums Chart | 61                        |

## Certificações
| Região         | Certificação | Unidades certificadas/Vendas |
| -------------- | ------------ | ---------------------------- |
| Polónia (ZPAV) | Ouro         | 10,000*                      |

## Histórico de lançamentos
| Região         | Data                | Formatos                     | Gravadora                  |
| -------------- | ------------------- | ---------------------------- | -------------------------- |
| Países Baixos  | 6 de Abril de 2012  | CD, CD+DVD, Download digital | Universal Music            |
| Irlanda        | 6 de Abril de 2012  | CD, CD+DVD, Download digital | Island Records             |
| Reino Unido    | 9 de Abril de 2012  | CD, CD+DVD, Download digital | Island Records             |
| França         | 9 de Abril de 2012  | CD, CD+DVD, Download digital | Universal Music            |
| Itália         | 10 de Abril de 2012 | CD, CD+DVD, Download digital | Universal Music            |
| Estados Unidos | 10 de Abril de 2012 | CD, CD+DVD, Download digital | Universal Republic Records |
| Austrália      | 13 de Abril de 2012 | CD, CD+DVD, Download digital | Universal Music            |
| Alemanha       | 13 de Abril de 2012 | CD, CD+DVD, Download digital | Universal Music            |
| Polónia        | 17 de Abril de 2012 | CD, CD+DVD, Download digital | Universal Music            |
| Japão          | 20 de Abril de 2012 | CD+DVD, Download digital     | Universal Music            |